# Euryale (plante)
Pour les articles homonymes, voir Euryale.
Genre
Euryale est un genre de plantes à fleurs de la famille des Nymphaeaceae.

## Liste d'espèces
Selon BioLib (18 janvier 2019), GRIN (18 janvier 2019), ITIS (18 janvier 2019) et The Plant List (18 janvier 2019) :
- Euryale ferox Salisb.

Selon Tropicos (18 janvier 2019) (Attention liste brute contenant possiblement des synonymes) :
- Euryale amazonica Poepp. ≡ Victoria amazonica (Poepp.) J.C. Sowerby
- Euryale bonplandia Rojas Acosta
- Euryale ferox Salisb. ex K.D. Koenig & Sims
- Euryale indica Planch.
- Euryale policantha Rojas Acosta

Espèces fossiles
- †Euryale yunnanensis Y. Huang & Z. Zhou[6]
- †Euryale nodulosa C. & E. M. Reid[7]
- †Euryale europaea C. A. Weber[8]
- †Euryale lissa Reid[9]
- †Euryale akashiensis Miki[10]
- †Euryale sukaczevii Dorof[6].
- †Euryale tenuicostata Dorof[6].
- †Euryale limburgensis C. & E. In. Reid[11].